# Le Jeune Routy
Le Jeune Routy est un tableau peint en 1882 par Henri de Toulouse-Lautrec. Il mesure 30 × 49 cm. Il est conservé au musée Toulouse-Lautrec à Albi . 